# Sticlă laminată

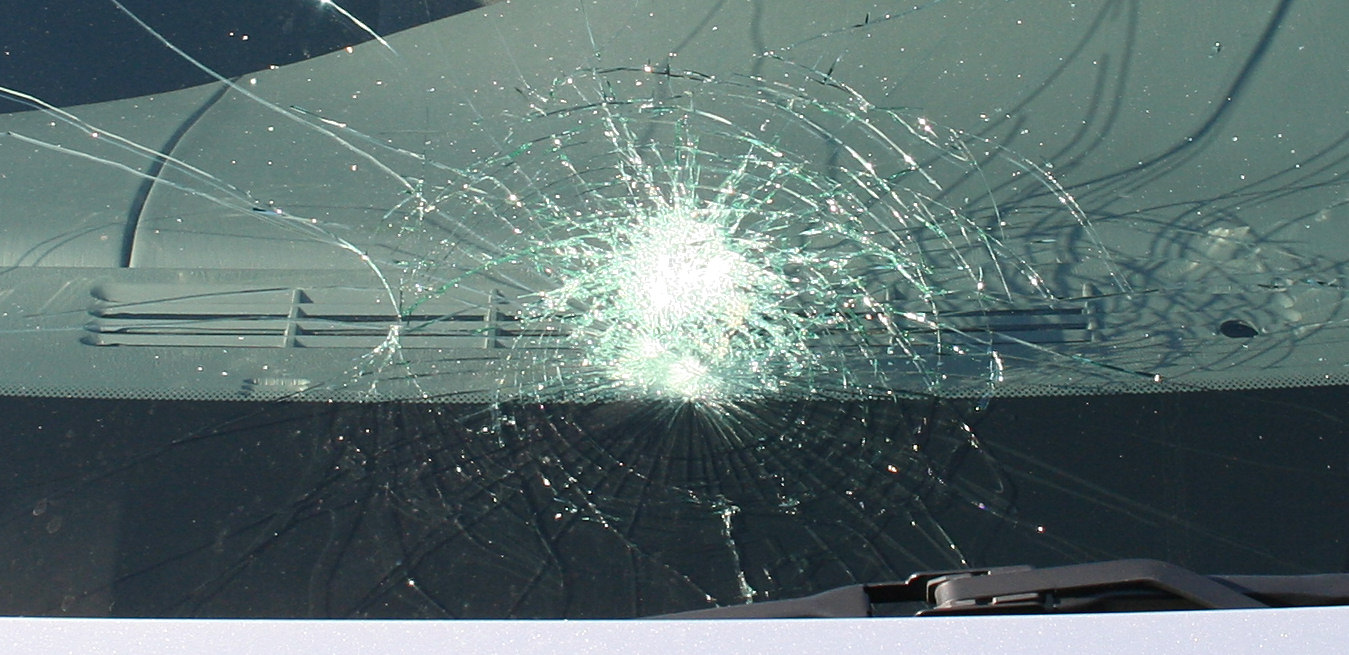
Parbriz spart din sticlă laminată

Sticla laminată este un tip de sticlă securizată, obținută prin suprapunerea a două sau mai multe foi de sticlă și intercalarea unor folii sintetice, cum ar fi polivinilbutiral.
Avantajul acesteia constă în faptul că, la o eventuală spargere, fragmentele de sticlă rezultate rămân atașate de folia de plastic și astfel sunt evitate accidentele.
Este utilizată în special la parbrize și lunete de autovehicule, dar și la acoperișuri, vitralii și pereți.
De asemenea, stă la baza execuției geamului antiglonț și a geamului rezistent la explozii și la efracție. În ceea ce privește protecția împotriva efracției și a vandalismului, în caz de impact ferestrele, vitraliile și pereții rămân pe poziție în cazul în care se folosește o sticlă laminată adecvată, de o grosime și de o structură conformă cu legislația normativă în vigoare.
În funcție de dimensiunea panourilor din sticlă, utilitate, rezistența la impact și greutatea pe care trebuie s-o susțină, se stabilește numărul și grosimea foilor de sticlă, respectiv numărului foliilor sintetice. Gradul de siguranță crește proporțional cu numărul foliilor sintetice folosite.
Sticla laminată poate fi și securizată (înainte ca sticla să treacă prin procesul de laminare), astfel crescând și mai mult rezistența sticlei finite.
Se poate lamina sticla transparentă, dar și sticla colorată în masă sau sticla vopsită; totodată, între foile de sticlă se pot introduce diferite țesături sau printuri pentru a răspunde cerințelor arhitecturale sau de design. 
De asemea, folia de laminare poate avea diverse culori sau poate fi mată. Astfel, sticla laminată cu folie mată la interior poate fi o alternativă la sticla sablată, având avantajul că nu se pătează precum sablajul exterior.
Sticla laminată are proprietăți acustice superioare față de sticla monolit. Mai mult, există sisteme de compartimentare care, folosind sticla laminată cu 1-2 folii speciale acustice, obțin un grad de izolare fonică mai ridicat de până  47-50 dB.
A fost descoperit din întâmplare de către chimistul francez Edouard Benedictus în 1903.
Invenția nu a fost adoptată imediat de către constructorii de automobile, dar a intrat rapid în componența vizierelor măștilor de gaz din Primul Război Mondial.